# HD 77665
HD 77665，又名CD-25 6829，SAO 176881、HR 3607，是一颗恒星，视星等为6.74，位于銀經251.63，銀緯13.9，其B1900.0坐标为赤經8h 58m 46s，赤緯-25° 13.9′ 31″。